# 王子還
王子還（？—前520年），姬姓，名還，春秋时期东周王族，王子朝的党羽。
前520年（周景王二十五年、鲁昭公二十二年），四月，周景王驾崩，六月十一日，安葬周景王。周景王的庶子王子朝依仗旧官和百工中失去官职的人和灵王、景王的族人而发动叛乱。王子朝率领郊地、要地、饯地的甲士以驱逐刘文公。六月十六日，刘文公逃亡到扬地，单穆公（单旗）从庄宫把周悼王迎到自己家里，王子还在夜里又把周悼王带到庄宫。六月十七日，单穆公出奔，王子还和召庄公谋划，说：“不杀死单旗，不算胜利。表示和单旗再次结盟，单旗必定前来。违背盟约而战胜敌人的事很多。”召庄公听从了他的话。樊顷子说：“这不对，必然不能战胜敌人。”于是王子还就事奉周悼王追赶单穆公，到达崿岭，大张旗鼓地结盟后，一起回到王城，杀死了挚荒以向单穆公交代。刘文公到刘地去。单穆公于是逃亡，六月十九日，逃亡到平畤。群王子追赶他，单穆公反击，杀了王子还、王子姑、王子发、王子弱、王子鬷、王子延、王子定、王子稠，王子朝逃亡到京地。